# 26 Arietis
26 Arietis, som är stjärnans Flamsteed-beteckning, är en ensam stjärna belägen i den mellersta delen av stjärnbilden Väduren, som också har variabelbeteckningen UU Arietis. Den har en lägsta genomsnittlig skenbar magnitud på ca 6,14 och är mycket svagt synlig för blotta ögat där ljusföroreningar ej förekommer. Baserat på parallaxmätning inom Hipparcosuppdraget enligt Gaia Data Release 2 på ca 13,8 mas, beräknas den befinna sig på ett avstånd på ca 237 ljusår (ca 73 parsek) från solen. Den rör sig bort från solen med en heliocentrisk radialhastighet av ca 15 km/s.

## Egenskaper
Primärstjärnan 26 Arietis är en gul till vit stjärna i huvudserien av spektralklass A9 V. Den har en massa som är ca 1,7 solmassor, en radie som är ca 2,3 solradier och utsänder ca 15 gånger mera energi än solen från dess fotosfär vid en effektiv temperatur av ca 7 400 K.
26 Arietis är en pulserande variabel av Delta Scuti-typ (DSCTC), som varierar mellan visuell magnitud +6,10 och 6,15 med en period av 0,0676 dygn eller 97,3 minuter.